# Toon Kortooms
 (octobre 2018).
Toon Kortooms, né  Antonius Johannes Kortooms le 23 février 1916 à Deurne et mort le  5 février 1999 à Bloemendaal, est un écrivain néerlandais.